# Hop hop somarello/Balliamo vuoi
Hop hop somarello/Balliamo vuoi è un singolo del cantautore Paolo Barabani, pubblicato nel 1981.
La copertina del disco raffigura il cantante con a fianco la chitarra, adagiato al banco di una locanda. Accanto siedono ai tavolini degli avventori intenti al gioco di carte. 

## Hop hop somarello
Hop hop somarello è il brano con cui Paolo Barabani esordì al Festival di Sanremo 1981; da lui composto insieme ad Enzo Ghinazzi e Gian Piero Reverberi. Si classificò al sesto posto, diventando la maggior hit discografica del cantautore bolognese; tanto che nel 1992 venne ripubblicato in una nuova versione remixata. Ciò nonostante, in seguito all'esordio al Festival e al successivo successo di Buon Natale, la carriera del cantante non si rivelò altrettanto fortunata. Di lì a poco, scomparve visibilmente dai riflettori. 
Il testo, dalla melodia allegra e ritmante, parla senza pudore della Passione di Gesù; ponendo al centro del contesto il somaro sul quale Gesù sale in groppa per entrare a Gerusalemme. Tonalità sarcastiche si percepiscono nelle citazioni di due episodi correlati quali il rinnegamento di Pietro e il tradimento di Giuda, che portano alla conclusione: "sono tutti amici finché si raccoglie gloria e onore...". Cristo viene descritto sia come un portatore di pace, sia con coloriture esagerate e forse anche irrispettose: un'artista non cantante di novelle o un gran furfante. Quest'ultima in riferimento alle sue vili condizioni.

## Balliamo vuoi
Balliamo vuoi è scritta e composta dagli stessi autori. Racconta di un ragazzo che, presumibilmente in una discoteca, cerca qualcuno con cui ballare e lo propone ad una ragazza dall'aria triste. Un approccio da cui si intuisce che nascerà un amore.

## Tracce
7'' Baby Records BR 50228
1. Hop hop somarello - 3:13 (P. Barabani - E. Ghinazzi - G. P. Reverberi)
2. Balliamo vuoi - 4:24 (P. Barabani - E. Ghinazzi - G. P. Reverberi)